# Dark Sky
Dark Sky ist eine deutsche Heavy-Metal-Band aus Rottweil in Baden-Württemberg. Dark Sky veröffentlichte bereits fünf Alben, die Band spielte auf größeren Festivals und war auf Tour mit Bands wie Thunder und Magnum.

## Geschichte
Dark Sky wurde 1982 von Mike Stelzig, Frank Breuninger, Richy Richard, Champs Niebling und Mike Tomlinson gegründet. Ein fertig produziertes Album wurde 1984 wegen des Bankrotts der Plattenfirma (Bregenzer Records) nicht veröffentlicht. Im Jahr 1988 gewann Dark Sky mit dem Titel Eternity das Finale beim bundesweiten Contest „Das Sprungbrett“ in Wenden (Sauerland). Ende 1989 verließen mehrere Mitglieder die Band. Nach diversen Musikerwechseln kehrt die Band Ende der 1990er Jahre zurück und unterschrieb einen Vertrag mit der malaysischen Plattenfirma LIFE Records. Daraufhin wurde das Album Believe It produziert und 1998 mit Erfolg in Südostasien veröffentlicht. Im Jahr 2000 wurde Believe It über das deutsche Label Goodlife Records auch in Europa veröffentlicht.
Kurz vor den Aufnahmen zum zweiten Album Edge of Time stieß Steffen Doll als neuer Gitarrist zur Band. Ebenfalls bei Goodlife Records wurde Edge of Time 2002 in Europa und Japan veröffentlicht. Im August 2004 unterschrieb Dark Sky einen neuen Plattenvertrag beim deutschen Label AORHeaven, wo das dritte Album Living & Dying 2005 in Europa und Japan veröffentlicht wurde. Die Studioaufnahmen für das Album wurden unter der Regie von Markus Teske (Red Circuit) im Bazement Studio fertiggestellt. Nach vielen Konzerten u. a. mit den Scorpions und einer Deutschland-Tour mit Thunder erschien im Juni 2008 das vierte Album Empty Faces, das erneut im Bazement Studio aufgenommen wurde, beim Label AORHeaven. Dark Sky zeigt sich auf Empty Faces in einem härteren Gewand, verzichtet jedoch nicht auf eingängige Refrains.
In den darauffolgenden Jahren erfolgten weitere Konzerte auf Festivals im In- und Ausland sowie eine Europa-Tour mit Magnum. Im Herbst 2011 begann Dark Sky mit der Produktion von Songmaterial für das fünfte Album Initium. Die Aufnahmen fanden wieder im Bazement Studio unter Regie von Markus Teske statt. Es entstand ein modernes und progressives Konzeptalbum, welches trotzdem bandtypisch melodisch blieb. Bei den Aufnahmen wirkten als Gastmusiker Hannes und Ande Braun (beide Kissin’ Dynamite) sowie Klaus Dirks (Mob Rules) mit. Nach Abschluss der Produktion unterzeichnete die Band im Sommer 2012 einen neuen Plattenvertrag beim deutschen Label Pure Steel Records, wo Initium im Herbst 2012 veröffentlicht wurde.
Im Herbst 2013 beendete Bassist Winny Zurek aus gesundheitlichen und privaten Gründen seine Musikkarriere und stieg bei Dark Sky aus. Mit Lutz Aicher übernahm bei Auftritten ein langjähriges, ehemaliges Bandmitglied den Bass.
Am 19. August 2018 erschien nach sechs Jahren das neue Album Once (Live) mit Liveaufnahmen und neuen, unveröffentlichten Songs beim Label Metalapolis.
2018 verließ Schlagzeuger Uwe Maier nach über 20 Jahren die Band und wurde durch Micha Kasper ersetzt. In dieser Besetzung absolvierte die Band Ende 2018 eine Europa-Tour mit der schwedischen Band Treat und der finnischen Band um Jessica Wolff. Im Anschluss an die Tour setzten sich die langjährigen Bandmitglieder Claudio Nobile und Steffen Doll zur Ruhe.
Während der coronabedingten Pause widmete sich Sänger Frank Breuninger seiner zweiten Band Timeless Rage, um mit ihr 2022 das Album Untold für das Label Metalapolis zu veröffentlichen. Gleichzeitig fanden sich mit Keyboarder Harold Merkx, Gitarrist Jadranko Bastalić (früher bei Stoneman) sowie Schlagzeuger Stefan Grimm, der Micha Kasper ersetzte, neue Musiker bei Dark Sky, um nach 10 Jahren wieder ein neues Studioalbum einzuspielen. Noch vor der Veröffentlichung des neuen Albums Signs Of The Time entschied sich Bassist Lutz Aicher, die Band zu verlassen, um seine musikalische Karriere zu beenden.
Das Album wurde erneut unter der Regie von Markus Teske im Bazement Studio produziert, mit Hannes Braun (Kissin’ Dynamite) war auch erstmals ein Gastkomponist beim Songwriting beteiligt. Der neue Bassist der Band ist Francesco Pisana, ein Multiinstrumentalist, der mit italienischen und internationalen Sängern zusammengearbeitet hat.

## Diskografie
- 1998: Belive It (in Malaysia, Brunei, Singapur und Indonesien: LIFE Records)
- 2000: Belive It (in Deutschland, Europa und Japan: Goodlife Records)
- 2002: Edge of Time (Goodlife Records)
- 2005: Living & Dying (AORHeaven)
- 2008: Empty Faces (AORHeaven)
- 2012: Initium (Pure Steel Records)
- 2018: Once (Live) [Metalapolis Records]
- 2023: Signs of the Time [Metalapolis Records]